# ADN recombinant
L'ADN recombinant, en anglès: Recombinant DNA (rDNA), és una forma d'ADN artificial que s'ha creat combinant dues o més seqüències d'àcids nucleics que no es trobarien juntes en un procés d'assemblar gens (gene splicing). En termes de modificació genètica, es crea a través de la introducció d'ADN rellevant dins un organisme com un plàsmids de bacteris, per codificar o alterar diferents trets per a un propòsit específic, com la resistència als antibiòtics. Difereix de la recombinació genètica en el fet que aquesta no ocorre en un procés natural dins la cèl·lula sinó que es fa per enginyeria. Una proteïna recombinant és una proteïna produïda a través d'ADN recombinant.

## Història
La tècnica d'ADN recombinant va ser proposada per Peter Lobban, un estudiant graduat de la Universitat Stanford, la tècnica laeshores va ser realitzada per Lobban i Kaiser; Jackson, Symons i Berg; i Stanley Norman Cohen, Chang, Herbert Boyer i Helling, els anys 1972–74.,
L'explotació de la tècnica de l'ADN recombinant es va veure facilitada pel descobriment i aplicació de les endonucleases de restricció per Werner Arber, Daniel Nathans, i Hamilton Smith, que reberen el premi Nobel de fisiologia o medicina del 1978.
Una fita d'aquesta tècnica va ser la producció biosintètica d'insulina humana en laboratori, l'any 1978, per part de Herbert Boyer. I aquesta va ser la primera medicina obtinguda gràcies a aquesta tècnica. La gran majoria de la insulina humana actualment s'obté per la tècnica de l'ADN recombinant o les seves tècniques anàlogues.

## Aplicacions
Hi ha moltes proteïnes que s'han creat a través de l'ADN recombinant i que es fan servir com a medicaments. Algunes es poden produir alternativament extretes d'humans o animals (com l'hormona de creixement humà, la insulina humana, hormona estimulant del fol·licle i el factor VIII. Altres proteïnes, quan es fan servir com medicament, només es poden fer a través de l'ADN recombinant, com és el cas de l'eritropoietina.